# Выборы губернатора Свердловской области (2025)
Шестые внеочередные выборы губернатора Свердловской области пройдут в период с 12 по 14 сентября 2025 года в единый день голосования.

## Предшествующие события

### Действовавший губернатор
В мае 2012 года полномочный представитель Президента в Уральском федеральном округе Евгений Куйвашев был назначен исполняющим обязанности губернатора Свердловской области, сменив досрочно ушедшего в отставку губернатора Александра Мишарина после ДТП на 206 км трассы Екатеринбург — Серов. Позже, в том же месяце, Куйвашев был утверждён в должности Законодательным собранием Свердловской области. 
Губернатор Куйвашев баллотировался на выборах в 2017 и 2022 годах, набрав 62,16% и 65,78% голосов. При Евгении Куйвашеве Свердловская область демонстрировала динамичное социально-экономическое развитие, а губернатор справлялся с конфликтами в традиционно политически активном и протестном регионе. Например, в 2018 году Куйвашев сыграл важную роль в отстранении от должности оппозиционного мэра Екатеринбурга Евгения Ройзмана и публично поддержал строительство церкви вместо городской площади, вызвавшее массовые протесты в 2019 году, в то же время защищая Президентский центр Бориса Ельцина и отбиваясь от консервативных критиков, таких как Никита Михалков, Владимир Соловьёв и Евгений Пригожин. Куйвашев также упоминался в качестве потенциального кандидата на повышение в правительство России после президентских выборов 2024 года в России, однако он не получил назначения, когда в мае 2024 года был сформирован Второй кабинет Михаила Мишустина. В феврале 2025 года «Ведомости» сообщили, что Администрация президента России рассматривает возможность замены Куйвашева на посту губернатора Свердловской области весной или осенью 2025 года, в то время как сам Куйвашев отрицал свое намерение уйти в отставку. 26 марта 2025 года Евгений Куйвашев подал в отставку, а позже в тот же день президент России Владимир Путин встретился с Денисом Паслером и попросил его стать исполняющим обязанности губернатора Свердловской области, на что Паслер согласился.

### Подготовка
6 мая 2025 года, Совет глав избирательных комиссий Свердловской области, выбрал дату проведения выборов: в период с 12 по 14 сентября 2025 года, а 10 июля, данное решение утвердило ЗакСо Свердловской области.

## Кандидаты
| Кандидат | Кандидат                       | Деятельность/должность (на момент выдвижения)                           | Субъект выдвижения                | Детали | Статус                     | Кандидаты в Совет Федерации |
| -------- | ------------------------------ | ----------------------------------------------------------------------- | --------------------------------- | --- | -------------------------- | --- |
|          | Иван Павлович Волков           | управляющий партнёр ООО «Юридической фирмы „ЮРЛИГА“»                    | «Российский общенародный союз»    | Выдвинут 8 июля по итогам собрания реготделения. | отказ в регистрации        | — |
|          | Александр Николаевич Ивачёв    | заместитель председателя Законодательного собрания Свердловской области | КПРФ                              | Выдвинут 21 июня по итогам собрания реготделения. 23 июня ИКСО приняла документы о выдвижении. | зарегистрирован            | - Евгений Букреев, депутат Законодательного собрания Свердловской области - Олег Гордеев, депутат Законодательного собрания Свердловской области - Римма Скоморохова, депутат Законодательного собрания Свердловской области                                      |
|          | Александр Николаевич Каптюг    | депутат Законодательного собрания Свердловской области                  | ЛДПР                              | Выдвинут 13 июля по итогам региональной партконференции. 14 июля ИКСО приняла документы о выдвижении. | зарегистрирован            | - Евгений Климов, врач-нейрохирург - Ксения Лещенко, руководитель фракции ЛДПР в Екатеринбургской городской Думе - Александр Панасенко, депутат Первоуральской городской Думы                                                                                     |
|          | Рант Кароевич Краев            | депутат Законодательного собрания Свердловской области                  | «Новые люди»                      | Выдвинут 20 июня по итогам собрания реготделения. 21 июня ИКСО приняла документы о выдвижении. | зарегистрирован            | - Дмитрий Дымшаков, предприниматель - Ольга Зырянова, преподаватель Уральского федерального университета - Никита Лежанкин, предприниматель |
|          | Андрей Анатольевич Кузнецов    | депутат Государственной думы VIII созыва                                | «Справедливая Россия — За правду» | Выдвинут 21 июня по итогам региональной партконференции. 22 июня ИКСО приняла документы о выдвижении. | зарегистрирован            | - Екатерина Есина, депутат Законодательного собрания Свердловской области - Алексей Коровкин, врач, депутат Думы Новолялинского городского округа Свердловской области - Максим Чирышев, председатель совета местного отделения партии «СРЗП» в Чкаловском районе |
|          | Станислав Александрович Наумов | депутат Государственной думы VIII созыва                                | ЛДПР                              | Выдвинут 21 июня по итогам партийной конференции и рекомендации высшего совета ЛДПР. 22 июня ИКСО приняла документы о выдвижении и зарегистрировала кандидатуру. 7 июля снял свою кандидатуру и отозвал выдвижение, заявив о невозможности преодолеть муниципальный фильтр. 10 июля заседание ИКСО подтвердило утрату статуса кандидата. | снял кандидатуру с выборов | — |
|          | Денис Владимирович Паслер      | временно исполняющий обязанности губернатора Свердловской области       | «Единая Россия»                   | Выдвинут 17 июня по итогам собрания реготделения. 24 июня ИКСО приняла документы о выдвижении и зарегистрировала кандидатуру. | зарегистрирован            | - Людмила Бабушкина, председатель Законодательного собрания Свердловской области - Алексей Орлов, действующий глава Екатеринбурга - Виктор Шептий, действующий сенатор от Свердловской области                                                                    |
|          | Динамудин Асланович Садихов    | главный редактор информационного агентства «Контроль»                   | «Гражданская инициатива»          | Выдвинут 20 июня по итогам собрания реготделения. 24 июня ИКСО приняла документы о выдвижении. | отказ в регистрации        | - Сергей Бороздин, временно неработающий - Илона Рейнгардт, старший преподаватель УрГЮУ - Наталья Шейченко, временно неработающая |

## Избирательная кампания

### Кампания Александра Ивачёва
Александр Ивачёв и КПРФ сообщили, что намерены проводить агитацию вокруг сопротивления партии против приватизации госпредприятий региона в 90-х, а также в области реформ экономической и социальной политики Свердловской области, заявив, что, якобы, «может сделать только КПРФ». Отдельно, кандидатуру поддержал первый заместитель председателя ЦК КПРФ Юрий Афонин.

### Кампания Андрея Кузнецова
Андрей Кузнецов и СРЗП заявили, что основное внимание в своей кампании намерены уделить тарифной политике ЖКХ, в частности, за возвращение «тарифов выходного дня», расширение и повышение эффективности медпомощи, а также борьба с кадровым кризисом: «процветанием кумовства и коррупции».

## Социологические исследования и оценки

### Оценки
Как считают источники 66.ru, оппоненты Паслера не являются реальными конкурентами, и не могут рассчитывать даже на попытку победить, а их выдвижение является раскруткой кандидатов и их партий перед предстоящими выборами в Государственную думу и Законодательное собрание Свердловской области. Так, при согласовании претендентов от системной оппозиции исходили из того, что их «надо раскручивать перед выборами 2026 года», а политолог Швайгерт заявил, что выдвигающиеся на выборы лица получат от них лишь аппаратное усиление в их вертикали и горизонтали власти, и в условиях мнимого консенсуса вокруг СВО, выборы Губернатора становятся фактическим референдумом о доверии приставленному к области Губернатору.